# Guzal Sitdikova
Guzal Ramazanovna Sitdykowa (Baixkir: Гзәл Рамаҙан ҡыҙы Ситдиҡова, en rus Гузаль Рамазановна Ситдыкова) és una famosa escriptora, poetessa, publicista i traductora baixkir. El 2002 va rebre el Diploma d'Honor de la República de Baixkortostan. És membre de la Comissió d'Escriptura Baixkir i de la Comissió d'Escriptura de la Federació Russa. Va ser la líder de l'agrupació Dones Baixkir de la República de Baixkortostan des del 2004 fins al 2011. Des del 2012, participa en el moviment internacional de voluntaris Wikimedia.

## Biografia
Sitdikowa Guzal Ramazanovna va néixer el 10 de juny de 1952 al districte Beloretski del poble Inzer de la República Autònoma Soviètica de Baixkir, a l'actual Rússia. El 1967, després de graduar-se en una escola de vuit anys, va ingressar a l'escola pedagògica de Beloretsk. A partir del 1971 va treballar com a tutora a l'internat núm. 1, i després a diverses institucions educatives de la ciutat de Beloretsk.
El 1980 es va graduar al departament de biblioteques de l'Institut Estatal de Cultura de Txeliàbinsk. El 1983 va entrar a treballar al diari regional Ural de Beloretsk com a empleada, i a partir del 1986 en va esdevenir redactora adjunta. Del 1989 al 1995 va ocupar el càrrec de redactora en cap, al mateix temps que va ser escollida diputada popular del Consell Suprem de la República de Baixkir de la XII convocatòria (1991-1995).
El 1995-2008 va ser diputada a l'Assemblea Estatal de les convocatòries I-III de la República de Baixkortostan, membre de la Cambra pública de la convocatòria de la República de Baixkortostan (2011-2012). El 2004-2011 va ser elegida presidenta de la Societat de Dones Baixkir de la República del Baixkortostan. Va participar en la tasca del Comitè Executiu de El Món Qoroltai dels Bashkirs.

## Activitat creativa
Sitdikova publica des del 1976. Mentre treballava al diari regional "Ural", les seves obres es van anar publicant a la premsa republicana. El primer recull dels seus poemes va aparèixer a l'almanac Йәш көстәр (Forces joves) el 1984. A hores d'ara és autora d'11 llibres i una vintena de publicacions científiques.
Participa en el moviment de Wikimedia com una de les editores voluntàries, i ha creant i editat regularment articles a la Viquipèdia en bashkir, així com en pàgines dels projectes baixkir de Wikimedia Wikisource, com ara el Wiktionary.
Guzel Sitdikova és aficionada a la poesia i a les traduccions de llengües estrangeres a la llengua baixkir. Les seves obres han estat traduïdes al rus.
Des de 1995 és membre de la Unió d'Escriptors de la República de Baixkortostan i treballa en diferents gèneres literaris: poesia, prosa, assaig, literatura infantil.